# Crocidium pugetense
Crocidium pugetense là một loài thực vật có hoa trong họ Cúc. Loài này được H.St.John mô tả khoa học đầu tiên năm 1928.